# Brevin Knight
Pour les articles homonymes, voir Knight.
Brevin Knight (né le 8 novembre 1975 à Livingston, New Jersey) est un ancien basketteur professionnel américain évoluant au poste de meneur de jeu.
Il a évolué dans de multiples franchises : les Cavaliers de Cleveland, les Hawks d'Atlanta, les Grizzlies de Memphis, les Suns de Phoenix, les Wizards de Washington, les Bucks de Milwaukee, les Bobcats de Charlotte (dont il est le meneur de jeu lors de leur toute première saison en NBA), les Clippers de Los Angeles, le Jazz de l'Utah.